# Галбени (Ботошани)
Галбени (рум. Galbeni) насеље је у Румунији у округу Ботошани у општини Хаварна. Oпштина се налази на надморској висини од 115 m.

## Становништво
Према подацима из 2002. године у насељу је живело 124 становника, од којих су сви румунске националности.